# Principato di Ansbach
Il Principato di Ansbach o Brandeburgo-Ansbach fu un principato del Sacro Romano Impero, sviluppatosi attorno alla città bavarese di Ansbach. La casata regnante era un ramo remoto di quella degli Hohenzollern di Prussia, che qui aveva sede col titolo di margravio e di principe con diritto di voto al Reichstag.

## Storia

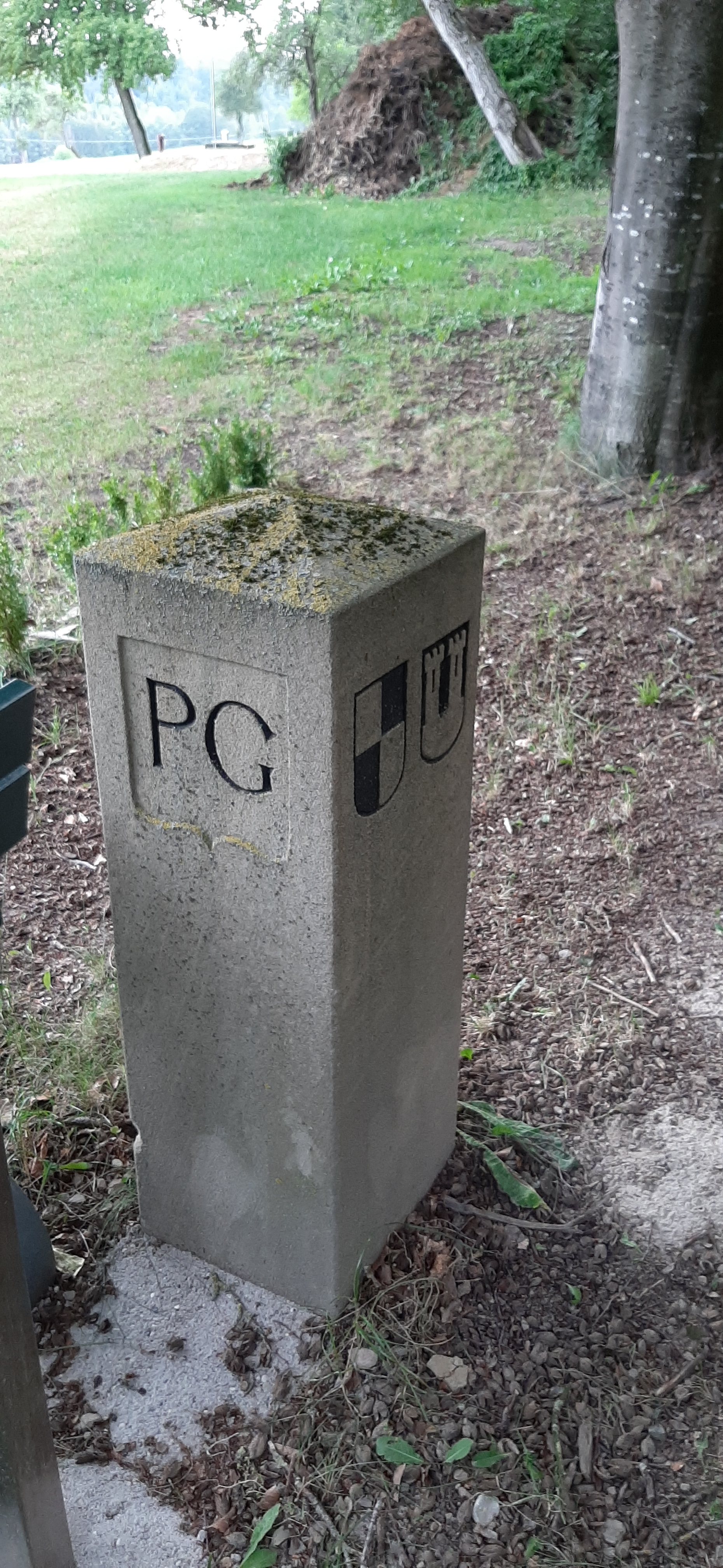
Cippo stradale ricostruito nel 2013 sulla base dell'originale del 1804. Esso segnava il confine tra il principato di Ansbach e la regione prussiana (PG = Preußisches Gebiet).

Il principato venne fondato alla morte del Burgravio Federico V di Norimberga il 21 gennaio 1398, quando le sue terre vennero divise tra i suoi due figli. Il più giovane di essi, Federico VI, ricevette Ansbach ed il maggiore, Giovanni III, ricevette Bayreuth. Alla morte di Giovanni III, l'11 giugno 1420, i due principati vennero riuniti sotto il controllo di Federico VI, che divenne Principe elettore col nome di Federico I nel 1415.
Alla morte di Federico I, il 21 settembre 1440, i suoi territori vennero divisi tra i suoi figli; Giovanni ricevette Bayreuth (Brandeburgo-Kulmbach), Federico ricevette il Brandeburgo e Alberto ricevette Ansbach. Ansbach venne mantenuta da un ramo cadetto della Casa di Hohenzollern, e i suoi reggenti presero così il nome di Margravi di Brandeburgo-Ansbach.
Il margravio Giorgio il Pio (noto anche come Giorgio il Confessore) fu uno dei primi seguaci di Martin Lutero ed uno dei primi principi tedeschi ad introdurre il protestantesimo nei territori da lui amministrati. Le relazioni teologiche promosse nel principato di Ansbach, chiamate Confessioni della Franconia, sono considerate oggi da teologi e storici del settore come la fase preliminare della Confessio Augustana del 1530. Lo stesso Giorgio il Pio presenziò personalmente alla dieta di Augusta del 1530 e divenne così il primo firmatario della Confessio.
Tra il 1398 e il 1400, Federico I di Brandeburgo aveva fatto costruire un castello con fossato i cui resti sono ancora oggi visibili ad Ansbach; ad ogni modo, la struttura, venne convertita già dal periodo rinascimentale a residenza, al'epoca del margravio Giorgio Federico I. Dal 1694, la residenza venne trasformata in un vero e proprio palazzo barocco, completato nel 1738.
La pace di Teschen, conclusa il 13 maggio 1779 tra l'Austria ed il Regno di Prussia, pose fine alla guerra di successione bavarese. Le normative approvate prevedevano, tra le altre cose, che l'Austria ricevesse dalla Baviera le aree del Rentamt Burghausen ad est dei fiumi Inn e Salzach, vale a dire una striscia di terra compresa tra Passavia ed il confine settentrionale dell'principato arcivescovile di Salisburgo. In cambio, la Prussia si vide riconosciuto il possesso del principato di Brandeburgo-Ansbach e di quello di Brandeburgo-Bayreuth.

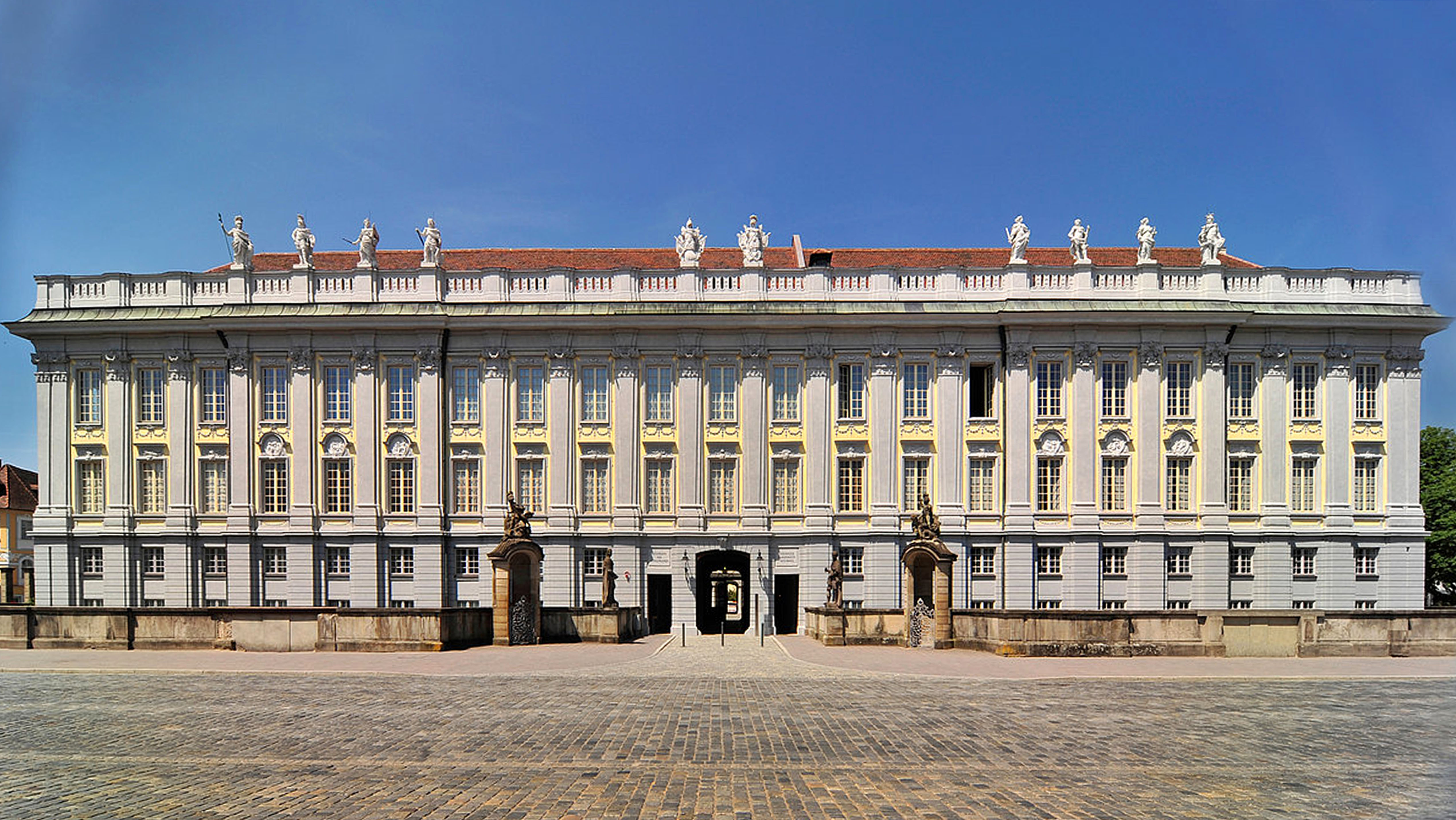
La Residenza di Ansbach

Il principato di Ansbach venne governato più volte in unione personale col principato di Kulmbach (o Bayreuth dal 1604) (1495–1515, 1557–1603 e 1769–1791), ma rimase un territorio autonomo fino alla fine del Sacro Romano Impero nel 1806, territorio a cui geograficamente esso apparteneva. Il 2 dicembre 1791, il principe e margravio di Ansbach, Carlo Alessandro, che succedette anche al trono di Bayreuth, vendette la sovranità sui suoi principati al Re Federico Guglielmo II di Prussia, e Ansbach venne formalmente annessa dallo stato prussiano il 28 gennaio 1792.
Col trattato di Schönbrunn del 15 dicembre 1805, la Prussia dovette cedere i principati di Ansbach e Bayreuth al Primo impero francese, ricevendone in cambio l'elettorato di Hannover; ad ogni modo dal 1º gennaio 1806, la parte del principato di Ansbach passò al neonato Regno di Baviera.

## Principi e margravi di Ansbach
- 1398: Federico VI di Norimberga (Federico I di Brandeburgo dal 1415)
- 1440: Alberto Achille (anche Margravio di Brandeburgo dal 1470)
- 1486: Federico I
- 1515: Giorgio il Pio
- 1543: Giorgio Federico I
- 1603: Gioacchino Ernesto
- 1625: Federico II
- 1634: Alberto
- 1667: Giovanni Federico
- 1686: Cristiano Alberto
- 1692: Giorgio Federico II
- 1703: Guglielmo Federico
- 1723: Carlo Guglielmo Federico
- 1757: Carlo Alessandro

Nel 1791 il Principato viene venduto alla Prussia